# Günther Pfaff
Günther Pfaff (n. 12 august 1939, Steyr, Austria Superioară, Austria – d. 10 noiembrie 2020, Garsten⁠(d), Austria Superioară, Austria) a fost un caiacist ce a reprezentat Austria, medaliat olimpic. A participat la 4 ediții ale Jocurilor Olimpice (1964, 1968, 1972, 1976) în care a câștigat o medalie de bronz.